# BMW S68
BMW S68 — бензиновый двигатель внутреннего сгорания производства компании BMW, выпускаемый с 2022 года. Впервые был представлен на BMW X7. Базовая версия устанавливается в США на BMW 760i.
Угол наклона блока цилиндров составляет 90 градусов, а ход поршня составляет 88,3 мм. Степень сжатия выше, чем у BMW S63. Двигатель оснащён двумя турбокомпрессороми, расположенными в развале блока. 

## Технические характеристики
| Тип | Мощность при об/мин | Крутящий момент при об/мин | Модель     |
| --- | ------------------- | -------------------------- | ---------- |
| S68 | 530 при 5500—6000   | 750 при 1800—4600          | X7 M60i    |
| S68 | 620 при 5500—6500   | 800 при 1800—5600          | Alpina XB7 |
| S68 | 490 при 5400—7200   | 650 при 1600—5000          | XM         |
| S68 | 544 при 5500        | 750 при 1800—5000          | 760i       |